# Kasteel Ter Wallen (Merendree)
Het Kasteel Ter Wallen is een kasteel in de tot de Oost-Vlaamse gemeente Deinze behorende plaats Merendree, gelegen aan de Veldestraat 21-23.

## Geschiedenis
Einde 18e eeuw was sprake van een omgrachte buitenplaats, gelegen aan de Oude Kale. In 1804 werd een sluis gebouwd die het overtollige water naar de Oude Kale afvoerde. De brug over de gracht voert door een poort met korfboog in een muur die van kantelen is voorzien. Het kasteeltje is van omstreeks 1800 en wordt gedekt door een schilddak. Het klokkentorentje op het dak is van na de Eerste Wereldoorlog.
Op het domein vindt men ook enkele dienstgebouwen, namelijk de stallen en een hovenierswoning.